# آدریانو لومباردی
آدریانو لومباردی (انگلیسی: Adriano Lombardi; ۷ اوت ۱۹۴۵ – ۳۰ نوامبر ۲۰۰۷) بازیکن فوتبال اهل ایتالیا بود.
از باشگاه‌هایی که در آن بازی کرده‌است می‌توان به باشگاه فوتبال پروجا، باشگاه فوتبال فیورنتینا، باشگاه فوتبال پیاچنزا، باشگاه فوتبال چزنا، باشگاه فوتبال امپولی، باشگاه فوتبال کیاسو، باشگاه فوتبال کومو، و باشگاه فوتبال آولینو اشاره کرد.